# ادوارد دی. وایت
ادوارد دی. وایت (به انگلیسی: Edward D. White) سناتور سابق عضو حزب دموکرات ایالات متحده آمریکا بود. وی در سال ۱۸۹۱ تا ۱۸۹۴ میلادی سناتور ایالت لوئیزیانا در سنای ایالات متحده آمریکا بود.